# Ioseb Chakhvashvili
Ioseb Chakhvashvili (tiếng Gruzia: იოსებ ჩახვაშვილი sinh 3 tháng 8 năm 1993) là một tiền vệ bóng đá Gruzia hiện tại thi đấu cho KF Korabi Peshkopi ở Giải bóng đá hạng nhất quốc gia Albania.

## Sự nghiệp câu lạc bộ

### Saba Qom
Chakhvashvili từng thi đấu cùng với Saba Qom kể từ 2014. Anh ra mắt trong trận đấu trước Padideh ngày 29 tháng 1 năm 2015, vào sân thay cho Mohammad Ousani. Anh là cầu thủ trẻ lựa chọn thứ hai sau Saba Qom.